# Крыловка (Кривошеинский район)
Крыловка — деревня в Кривошеинском районе Томской области (Россия). Входит в состав Пудовского сельского поселения.

## История
Основана в 1901 г. В 1926 году состояла из 52 хозяйств, основное население — белоруссы. В составе Пудовского сельсовета Кривошеинского района Томского округа Сибирского края.

## Население
| 1926 | 2002 | 2010 | 2012 | 2013 | 2014 | 2015 |
| ---- | ---- | ---- | ---- | ---- | ---- | ---- |
| 246  | ↘79  | ↘72  | ↘64  | ↘62  | ↗65  | ↘64  |
| 2021 |      |      |      |      |      |      |
| ↗98  |      |      |      |      |      |      |